# Arthur Herbert Jackson
Arthur Herbert Jackson   (Poultry, 29 d'octubre de 1851 - Londres, 27 de setembre de 1881) fou un compositor anglès.
Va néixer a Londres, fill d'Isaac Jackson i de la seva esposa Jane Dubbin. Va ser estudiant des de 1872 a la Reial Acadèmia de Música, on va guanyar la medalla de Lucas per composició; el 1878 va ser elegit professor d'harmonia i composició. Va morir, amb 29 anys, el 27 de setembre de 1881, per meningitis tuberculosa.

## Obres orquestrals
Les composicions orquestrals manuscrites de Jackson van ser:
- Andante i Allegro Giocoso, publicats per al piano, 1881.
- Obertura a la núvia d'Abidos.
- Intermezzo.
- Concert per a pianoforte i orquestra, interpretat per Agnes Zimmermann al concert de la Philharmonic Society, el 30 de juny de 1880, i la part de pianoforte * publicada el mateix any.
- Concert de violí en Mi major, interpretat per Prosper Sainton al concert orquestral de Frederic Hymen Cowen, el 4 de desembre de 1880.

## Obres per a piano
- Toccata, 1874.
- March and Waltz, Brighton, 1878.
- En un vaixell, barcarolle, Elaine, 1879.
- Andante amb variació, 1880.
- Capriccio.
- Gavotte i Musette, i Song of the Stream, Brighton, 1880.
- Tres esbossos humorístics, 1880.
- Fuga a E, ambdues per quatre mans.
- Tres Danses Grotesques, 1881.[2]

Les seves peces vocals foren: manuscrit, dues misses per a veus masculines; Magnificat; cantata, Jason, The Siren's Song, per a veus femenines, arpa, violí i pianoforte, publicada el 1885; Quan el mar està rugint, cançó de quatre parts, 1882; O Roscant, duet; i cançons: Lullaby, Qui sap?, I Meet You, love, again (1879), Pretty little Maid, The Lost Boat. [2] cançó de quatre parts, 1882; O Nightingale, duet; and songs: Lullaby, Who knows?, I meet thee, love, again (1879), Pretty little Maid, The Lost Boat.